# برمه (مقاطعة فراشبند)
برمه (بالفارسية: برمه) هي قرية تقع في قسم آويز الريفي (مقاطعة فراشبند) في إيران. يقدر عدد سكانها بـ 33 نسمة .